# Alrescha
Alrescha, eller Alfa Piscium (α Piscium förkortrat Alfa Psc, α Psc) som är stjärnans Bayer-beteckning, är en roterande variabel av Alfa2 Canum Venaticorum-typ (ACV) i Fiskarnas stjärnbild.
Stjärnan varierar mellan fotografisk magnitud +3,82 och 3,83 med en period av 0,745483 dygn eller 17,8916 timmar.

## Nomenklatur
Komponenterna har också ibland nämnts med egennamnen Kaitain och Okda. Alrescha är arabiska och betyder repet, medan Okda betyder knuten. Den kan alltså visualiseras som knuten som binder ihop linan norrut, och linan i medsols riktning. År 2016 organiserade Internationella astronomiska unionen en arbetsgrupp för stjärnnamn (WGSN)  med uppgift att katalogisera och standardisera riktiga namn för stjärnor. WGSN fastställde namnet Alrescha för komponenten Alfa Piscium A i augusti 2016 och det ingår nu i listan över IAU-godkända stjärnnamn.

## Egenskaper
Alrescha är en dubbelstjärna med avståndet 1,8" mellan komponenterna. Dessa är av spektralklass A0p och A2m och magnituderna 4,33 och 5,23. De två stjärnorna har en omloppsperiod på mer än 700 år och de kommer att ha den närmaste positionen till varandra omkring år 2060. En eller båda stjärnorna kan också vara en spektroskopisk dubbelstjärna. De har en massa av 2,3 respektive 1,8 solmassor.